# Saint-Dié-des-Vosges
Saint-Dié-des-Vosges je mesto in občina v severovzhodni francoskiregiji Loreni, podprefektura departmaja Vosges. Leta 1999 je prebivalstvo štelo 22.569 ljudi, ki so živeli na 46,15 km2; gostota prebivalstva je tako bila 489/km2.

## Geografija
Saint-Dié se nahaja na gozdnati vzpetini ob reki Meurthe, 48 km severovzhodno od Épinala.

## Administracija
Saint-Dié-des-Vosges je sedež dveh kantonov:
- Kanton Saint-Dié-des-Vosges-Vzhod (del občine Saint-Dié-des-Vosges, občine Ban-de-Laveline, Bertrimoutier, Coinches, Combrimont, Frapelle, Gemaingoutte, Lesseux, Nayemont-les-Fosses, Neuvillers-sur-Fave, Pair-et-Grandrupt, Raves, Remomeix, Sainte-Marguerite, Saulcy-sur-Meurthe, Wisembach: 19.390 prebivalcev),
- Kanton Saint-Dié-des-Vosges-Zahod (del občine Saint-Dié-des-Vosges, občine La Bourgonce, Saint-Michel-sur-Meurthe, La Salle, Taintrux, La Voivre: 17.732 prebivalcev).

Mesto je prav tako sedež okrožja, v katerega so poleg njegovih vključeni še kantoni Brouvelieures, Corcieux, Fraize, Gérardmer, Provenchères-sur-Fave, Raon-l'Étape in Senones s 93.398 prebivalci.

## Zgodovina
St. Die (Deodatum, Theodata, S. Deodati Fanum) je nastal okoli samostana, ustanovljenega v 7. stoletju od svetega Deodata Neverškega. 
Ob koncu 15. stoletja je mesto dobilo eno prvih tiskarn v Loreni. Leta 1628 je bil ustanovljen mestni svet in leta 1777 škofija Saint-Dié.
Leta 1507 je mestni tiskar Martin Waldseemüller izdal v mestu prvi svetovni globus in večji zemljevid sveta Cosmographiae Introductio, ki sta prva imela oznako Amerika za novoodkrito celino.
V letih 1065, 1155, 1554 in 1757 je bilo mesto delno poškodovano v požarih, a vedno obnovljeno. Leta 1777 je bila škofija obnovljena, a je bila razpuščena leta 1801 zaradi Napoleonovega konkordata; obnovljena je bila leta 1822.

## Znamenitosti
- romansko-klasicistična katedrala sv. Deodata iz 12. do 18. stoletja, sedež škofije od leta 1777,
- neoromanska cerkev sv. Martina,
- Kapela Saint-Roch,
- Muzej Pierre-Noël,
- Tour (sl. stolp) de la Liberté,
- Tekstilna tovarna Claude et Duval (arhitekt Le Corbusier),
- Camp celtique de la Bure,
- Strma skala Saint-Martin.

## Izobraževanje
Université Henri Poincaré : Institut universitaire de technologie (IUT)
- Elektrotehnika
- Elektronika
- Internet
- Komunikacije

## Športne aktivnosti
- Géoparc

## Pobratena mesta
- Arlon (Belgija),
- Cattolica (Italija),
- Crikvenica (Hrvaška),
- Friedrichshafen (Nemčija),
- Lowell (Massachusetts, Združene države Amerike),
- Meckhe (Senegal),
- Ville de Lorraine (Québec, Kanada),
- Zakopane (Poljska).